# Folies Bergère de Paris
Folies Bergère de Paris (auch: Die Nacht vor dem Ultimo) ist ein Musicalfilm von Roy Del Ruth aus dem Jahr 1935. David Gould erhielt für diesen Film sowie Broadway-Melodie 1936 1936 den Oscar für die Beste Tanzregie.

## Handlung
Baron Fernand Cassini versucht einer gesellschaftlichen Verpflichtung aus dem Weg zu gehen und heuert den Schauspieler Eugene Charlier an, damit dieser an seiner statt agiert, während er selbst die Stadt verlässt, um an einem Ball teilzunehmen. Es gelingt dem Schauspieler jeden zu täuschen, außer die Baroness Genevieve Cassini. Der Baron kehrt des Nachts zurück und nimmt wieder seine alte Stellung ein. Anschließend schläft er mit seiner Frau. Unklar bleibt jedoch, ob diese gewusst hat, dass er wieder die Rollen getauscht hat.

## Hintergrund
Mit dem berühmten Pariser Konzertsaal Folies Bergère hat der Film trotz des Titels nur wenig zu tun. Um den Titel zu rechtfertigen, wird im Film erwähnt, dass der Hauptdarsteller dort auftreten würde. Dadurch wurde dem Filmteam erlaubt, drei Musicalnummern dort zu drehen. Gefilmt wurden diese Aufnahmen von J. Peverell Marley. Tatsächlich handelt es sich um eine Verfilmung des Lustspiels Die Nacht vor dem Ultimo von Rudolf Lothar und Hans Adler. Das Stück selbst wurde am 19. September 1934 auf dem Broadway uraufgeführt, aber bereits nach 13 Vorstellungen abgesetzt. Folies Bergère de Paris blieb nicht die einzige Adaption des Stückes. Weitere Musicaladaptionen wurden Carioca (1941) und An der Riviera (1951). Zu den bekanntesten Liedern des Stücks gehören I’m Lucky, You Took the Words Right Out of My Mouth und Rhythm of the Rain.
In Österreich kam der Film 1936 unter dem Titel Die Nacht vor dem Ultimo in den Verleih.